# Frederik Verachter
Frederic Joseph Corneille Verachter (Antwerpen, 16 september 1797 - Herentals, 27 maart 1870) was stadsbibliothecaris en stadsarchivaris van de stad Antwerpen. 

## Leven
Op 16 september 1797 werd Frederik Verachter geboren als zoon van Petrus Josephus Joannes Verachter, commissionair in koloniale waren, patriot onder keizer Jozef II en rechter in de kamer van koophandel onder Napoleon Bonaparte, en Theresia Katharina Veydt. Zijn overgrootvader was Josephus Augustinus, die directeur was van de Wittegarentwijndersnatie. Hij groeide op in een gezin met 6 kinderen, waarvan hij het derde kind was. Van 1808 tot 1815 volgde Verachter les aan het college in Zinnik (Henegouwen) waar hij lovende getuigschriften kreeg van de overste van het college en de burgemeester van Zinnik. Eenmaal terug in Antwerpen legde hij zich toe op de schilder-en graveerkunst waarin hij lessen kreeg van Mattheus Ignatius van Bree aan de Antwerpse Kunstacademie. Op 23 april 1820 begon Verachter als hulparchivaris in het Antwerpse stadsarchief onder de archivaris Jan Frans Lenaerts. In 1821 werd hij ook lid van Tot Nut der Jeugd waarvan zijn collega hulparchivaris Jan Frans Willems secretaris was.

### Stadsbibliotheek
In 1826 begon hij in de stadsbibliotheek als adjunct van Jan Baptiste Lauwers. Op 24 februari 1829 werd hij daar tot stadsbibliothecaris benoemd. In datzelfde jaar voltooide hij zijn handgeschreven Catalogue de la bibliothèque de la ville d'Anvers, die 5600 nummers bevatte. Bij de Belgische Revolutie van 1830 was Verachter meer te vinden in het orangistische kamp. Eind augustus 1830 begon hij met schrijven aan zijn Naukeurige aenteekeningen van tgene gebeurt is te Antwerpen sedert 26 augustus 1830 tot den 10 october 1833, tydens die revolutie. Naar aanleiding van deze revolutie werd hij in mei 1833 ook lid van de Société de la Loyauté.
Tussen 1831 en 1832 verzamelde Verachter ook een kleine collectie ex librissen, waarvan hij in een album de boekmerken van Antwerpse verzamelaars plakte. Onder die bibliofielen zaten onder meer Marius Capello, Jacob Wellens, Frans Bruynincx en Jan Baptist Verdussen. Een tweede album dat hij maakte bevatte meer ex librissen van andere Zuid-Nederlandse en buitenlandse collectioneurs. In 1863 heeft Verachter deze Bibliotheca Antverpia aan Gustave van Havre wegens geldnood verkocht.

### Stadsarchief
Op 1 april 1833 werd Verachter benoemd tot stadsarchivaris door burgemeester Gérard Le Grelle, tegelijkertijd bleef hij, in afwachting van een nieuwe bibliothecaris, ook zijn functie in de stadsbibliotheek vervullen. Op 4 januari 1834 wordt de functie van bibliothecaris ingevuld door zijn opvolger Frans Hendrik Mertens. Verachter merkte na zijn aanstelling op dat het stadsarchief, dat zich in die tijd in het Stadhuis van Antwerpen bevond, niet meer toekwam met de ruimte die ze daar hadden. Het omvangrijke archief was ook zeer ordeloos en Verachter ontving liefst zo weinig mogelijk archiefbezoekers. Op 27 juli 1838 schreef hij het Rapport général sur l'état de situation et le classement des Archives de la ville dat een zeer voorlopige inventaris van het archief weergaf. Daarmee moesten de belangstellenden het jarenlang stellen. Pas in 1860 leverde hij, hiertoe door het gemeentebestuur herhaaldelijk aangemaand, een eerste, nog steeds waardevolle Inventaire des anciens chartes et privilèges et autres documents conservés aux archives de la ville d'Anvers. Op zijn verzoek richtte architect Pierre Bruno Bourla een bijkomende archiefzaal in op de derde verdieping van het stadhuis, onder het dak. Door een zware archiefbrand in Luik in 1845 werden er op zijn aanvraag ook betere brandwerende maatregelen genomen. Een echte klassering van het archief kwam er pas door zijn opvolger Pieter Génard. 
Eind juli 1863 moest Verachter uiteindelijk met pensioen na 30 jaar gewerkt te hebben als archivaris. Hij heeft zijn laatste jaren eenzaam doorgebracht aangezien hij niet getrouwd was en zijn verwijdering van het archief voor hem aanvoelde als een verbanning. Daarnaast had hij vaak geldproblemen waardoor hij in 1863 bijvoorbeeld genoodzaakt was om zijn rijke verzameling van boeken, prenten, munten en penningen te verkopen. Zijn bibliotheek werd in 3 delen verkocht, maar toch bleef hij kampen met geldproblemen. In 1867 en 1868 kopieerde en voltooide hij zijn Stamboom van het oud geslacht Verachter... tot nagedachtenis van mijne Voor-ouders, waar hij meer dan een halve eeuw aan gewerkt had. Verachter trok in 1869, na het verkopen van zijn resterende inboedel, in bij zijn familie in Herentals. Zijn gezondheid was ondertussen ook achteruit gegaan en hij bracht zijn laatste maanden door met een verlamde linkerzijde. Op 27 maart 1870 overleed hij in Herentals.

## Werken
Een aantal van zijn werken die bewaard zijn in de Erfgoedbibliotheek Hendrik Conscience:
- Albrecht Dürer in de Nederlanden
- Les bibliothèques d'Anvers, illustrées par les emblèmes adoptés par des bibliophiles pour orner les livres de leur bibliothèque
- Catalogue de la Bibliothèque publique de la ville d'Anvers
- De signis bibliothecarum, ou: Recueil d'emblèmes et d'armoiries dont des bibliophiles se sont servis pour orner les livres de leur bibliothèque
- Documens pour servir à l'histoire monétaire des Pays-Bas
- Documents concernant la Révolution Belge
- Documents sur l'entreprise sur le château d'Anvers, en 1624
- Extraordinarischen Antwerpschen ommeganck 25 mey 1698. Ordonnantien van de stad, onkosten en betalingen der zelve, aengaende den voorzyden overtreffelyken ommegang
- Généalogie de Pierre Paul Rubens et de sa famille
- Geschied- en tijdkundig naem-register van de goede mannen van het boekbinders-ambacht binnen Antwerpen, van 1398 tot 1830
- Geschiedkundige aenteekeningen, ordonnantien, collegiale resolutien en andere authentique bescheeden aengaende den Antwerpschen Ommegang en ook die processiën van de stad sedert het jaer 1399 tot 1823
- Histoire de la Bibliothèque de la ville d'Anvers 1480-1838
- Histoire monétaire de la ville et du marquisat d'Anvers, prouvée par les monuments et illustrée par les gravures
- Inventaire des anciens chartes et privilèges et autres documents conservés aux Archives de la ville d'Anvers, 1193-1856
- Notes précises sur ce qui s'est passé à Anvers du 26 août 1830 au 10 octobre 1833 pendant la Révolution
- Notice des coupables exécutés à Anvers par la guillotine depuis 1798 jusqu'a ce jour, précédée d'une introduction concernant cet instrument mécanique
- Notice sur les monnaies de Bois-le-Duc
- Oorsprong van de het kruys van de Facons-pleijn... te Antwerpen
- Pièces historiques de la Bibliothèque de la ville d'Anvers 1479-1828
- Recueil alphabétique & historique des imprimeurs & des libraires de la ville d'Anvers, de l'année 1472 jusqu'à ce jour
- Le tombeau de Rubens
- Traité de l'origine de l'aiman et des premiers inventeurs de l'éguille aimantée ou Boussole, Anvers, l'an 1819
- Wonderlijke vermaekelijkheden uut den aeszak gevolgd naer de bijzonderste liefhebbers als, Pinetti, Guiot, Ozanam, Pilfer, Descremps, etc. te Antwerpen, anno 1821